# Ordine del Manitoba
L'Ordine del Manitoba è un'onorificenza della provincia del Manitoba, in Canada.

## Storia
L'Ordine è stato fondato il 4 luglio 1999, quando il luogotenente governatore Peter Liba ha concesso l'assenso reale all'Order of Manitoba Act. L'Ordine è amministrato da un consiglio e ha lo scopo di onorare gli attuali o ex residenti del Manitoba per risultati notevoli in qualsiasi campo, essendo così descritto come il più alto onore tra tutti quelli conferiti dalla monarchia del Manitoba.

## Classi
L'Ordine dispone dell'unica classe di membro.

## Struttura e assegnazione
L'Ordine è inteso per onorare qualsiasi abitante attuale o ex di lunga data del Manitoba che abbia dimostrato un alto livello di eccellenza individuale e risultati in qualsiasi campo "beneficiando in modo eccezionale il benessere sociale, culturale o economico del Manitoba e dei suoi residenti". Ha sostituito in questo ruolo l'Ordine della Caccia al bufalo, che aveva più standard di ammissione liberali. Non ci sono limiti su quanti possano appartenere all'Ordine, sebbene ogni anno possano essere nominati al massimo otto membri. La cittadinanza canadese è un requisito e coloro che sono eletti o nominati membri di un ente governativo non sono eleggibili finché restano in carica.
Il processo di ricerca di individui qualificati inizia con la presentazione da parte del pubblico al consiglio consultivo del segretario dell'Ordine del Manitoba, che è formato dal giudice capo del Manitoba; dal cancelliere del consiglio esecutivo; dai presidenti dell'Università del Manitoba, della Brandon University e dell'Università di Winnipeg, che servono per due anni a rotazione; e da non più di quattro membri dell'Ordine di Manitoba, uno dei quali funge da presidente del consiglio. Se il giudice capo non è in grado di partecipare ai lavori del consiglio per qualche ragione, il giudice supremo della Court of Queen's Bench of Manitoba lo può sostituire. Questo comitato si riunisce quindi almeno una volta all'anno per presentare le raccomandazioni selezionate al luogotenente governatore. Le nomine postume non sono accettate, anche se un individuo che muoia dopo che il suo nome è stato presentato al Consiglio consultivo può ancora essere nominato retroattivamente membro dell'Ordine. Il luogotenente governatore, membro ex officio e cancelliere dell'Ordine, quindi fa tutte le nomine nell'unico grado di appartenenza alla fratellanza con un Order in Council che porta la sua firma e il gran sigillo della provincia. Successivamente, i nuovi membri hanno il diritto di utilizzare il post-nominale OM.
All'ingresso nell'Ordine del Manitoba, di solito con una cerimonia presso la Government House di Winnipeg, ai nuovi membri vengono consegnate le insegne dell'ordine.

## Insegne
- Il distintivo principale è costituito da una medaglia d'oro a forma stilizzata di Crocus - il fiore ufficiale della provincia - con il dritto smaltato di bianco con bordo oro e recante al centro lo stemma del Manitoba, il tutto sormontato da una corona di sant'Edoardo che simboleggia il ruolo del monarca canadese come fons honorum.[12] Gli uomini indossano il distintivo sospeso da un nastro al colletto, mentre le donne portano il loro su un fiocco sul petto a sinistra. I membri ricevono anche una spilla che può essere indossata durante le occasioni meno formali.
- Il nastro è bianco all'interno due strisce azzurre e una sottile striscia rossa.